# 禁奴公約
禁奴公約是国际联盟制定的国际条约，于1926年9月25日首次签署，1927年3月3日生效。该公約的目的是确认并推动废止奴隶制和奴隶贸易。1956年由联合国制定的《废除奴隶制补充公约》进一步拓展了此前公约。截至2013年，共有99个国家签署。中华民国于1926年签署该公约。